# 도농동
도농동(陶農洞)은 경기도 남양주시의 법정동이다. 1989년 1월 1일, 미금읍의 시 승격과 함께 도농리에서 도농동으로 개편되었다. 1989년부터 2017년 12월 17일까지 행정동으로 존재하다가, 2017년 12월 18일 다산1동으로 변경되었다.

## 연혁
도농이라는 이름은 질그릇을 구웠던 마을이어서 ‘도농’ 또는 ‘도롱’이라 불리게 되었다고 한다. 이와는 달리 조선 중엽 남양 홍씨가 거주하였는데, 도적이 너무 많아 철(鐵)로 울타리를 만들어 세웠던 연유로 '쇠미'라고 하다가 '도농(陶農)'으로 바뀌었다는 이야기도 전한다.
- 1914년 4월 1일: 미음면의 3개리와 금촌면의 7개리를 합하여 미금면으로 칭함
- 1979년 5월 1일: 미금면이 미금읍으로 승격
- 1985년 1월 1일: 남양주군조례 제436호에 의하여 도농출장소가 신설되어 남양주군 미금읍 도농출장소가 됨. 출장소 관할구역은 이패리, 삼패리, 가운리, 수석리, 지금리, 도농리.
- 1985년 5월 29일: 12개리를 14개리로 증설
- 1987년 1월 1일: 14개리를 19개리로 증설
- 1989년 1월 1일: 미금읍의 시승격에 따라 미금읍 도농리 7개리를 19개통으로 분리하여 도농동으로 하고 도농동사무소 개청
- 1991년 3월 1일: 19개통을 21개통으로 증설
- 1995년 1월 1일: 미금시와 남양주군을 합하여 도농통합 남양주시 발족[1]
- 2017년 2월 6일: 도농동과 지금동을 관할하는 도농·지금 행정복지센터가 개청하였다.[2]
- 2017년 12월 18일: 가운동을 다산동으로 개칭하고, 도농동, 지금동, 수석동, 일패동, 이패동, 진건읍 배양리의 각 일부를 병합함. 법정동 도농동은 도농사거리 이서 및 국도 제6호선 이남 지역을 관할하는 좁은 지역이 됨. 행정동 도농동은 다산1동으로 개칭하여 다산동 중 국도 제6호선 이북 지역을 관할하게 함.[3][4][5]